# Hip-hop.pl
Hip-hop.pl – największy polski portal internetowy o hip-hopie i jedna z najczęściej odwiedzanych stron muzycznych w Polsce. Serwis był notowany w rankingu Alexa na miejscu 128 167.
Utworzony przez firmę IAI-System.com sp.j. rozpoczął swoją działalność w 2000 roku. Pięć lat później portal dołączył do polskojęzycznej wersji systemu Windows XP Media Center Edition. Co miesiąc jest odwiedzany przez około trzysta tysięcy unikatowych użytkowników. Na stronie znajdują się aktualności, ankieta, fora internetowe, listy przebojów, artykuły (felietony, biografie, recenzje, wywiady itp.), istnieje również możliwość ściągania teledysków, niektórych utworów hip-hopowych lub nawet całych albumów itd. Portal patronuje lub wspiera wiele płyt hip-hopowych oraz każdą większą imprezę w Polsce i coraz więcej imprez za granicą (np. mistrzostwa świata breakdance – Battle of the Year czy koncerty polskich raperów w Londynie). W roku 2004 w konkursie iNet.com Awards portal ten otrzymał nagrodę za najlepszą stronę muzyczną w Polsce.
Właścicielami portalu przez wiele lat byli Sebastian Muliński (aka Seba) i Paweł Fornalski (aka Hex). W roku 2009 w związku z przygotowywanym debiutem giełdowym IAI, wydzielono Hip-Hop.pl do dedykowanej spółki Hip-Hop.pl s.c. 15 kwietnia 2013 r. jego założyciele sprzedali portal właścicielce portalu i sklepu internetowego Andegrand.pl, który początkowo sami współtworzyli pod marką Skateshop.pl. 15 grudnia 2020 roku portal zawiesił swoją działalność, ale jednocześnie ogłosił reaktywację w nowej odsłonie. 

## Sprzedaż muzyki
Od marca 2009 roku portal prowadzi sprzedaż muzyki w formacie mp3. Model sprzedaży jest oparty na cechach Web 2.0. Wytwórnie muzyczne wystawiają utwory do sprzedaży definiując sami cenę pojedynczych utworów i całych albumów. Użytkownicy portalu płacą za nie punktami. Punkty mogą zdobywać, tworząc treść portalu (np. dodając newsy lub recenzje) lub kupować je za gotówkę.

## Publikacje związane z portalem
W roku 2003 pod patronatem Hip-hop.pl ukazała się książka Polski hip-hop pierwsza encyklopedia autorstwa Andrzeja Budy. Zawierała ona prawie 100 haseł o polskim rapie, graffiti, b-boyingu i DJingu, pełne dyskografie (tytuły wszystkich utworów z polskich płyt wydanych oficjalnie i w postaci nielegali), wypowiedzi, nazwiska i daty urodzenia artystów zarówno z podziemia jak i głównego nurtu polskiego hip-hopu.
W grudniu 2008 we współpracy z wytwórnią My Music ukazała się Składanka Hip-Hop.pl 2008 zawierająca utwory takich wykonawców jak Fokus, Pięć Dwa Dębiec, JWP, Abradab, PMM, Pih, Pokahontaz, Grammatik, Fabuła, Eldo czy Afro Kolektyw.